# Neolythria casta
Neolythria casta är en fjärilsart som beskrevs av Eugen Wehrli 1934. Neolythria casta ingår i släktet Neolythria och familjen mätare. Inga underarter finns listade i Catalogue of Life.